# Rocinela cubensis
Rocinela cubensis är en kräftdjursart som beskrevs av Richardson1898. Rocinela cubensis ingår i släktet Rocinela och familjen Aegidae. Inga underarter finns listade i Catalogue of Life.